# Asterolamia
Asterolamia is een geslacht van weekdieren uit de klasse van de Gastropoda (slakken).

## Soorten
- Asterolamia cingulata Warén, 1980
- Asterolamia hians Warén, 1980